# Fútbol en los Juegos Mediterráneos de 2022
El torneo masculino de fútbol en los Juegos Mediterráneos de 2022 se realizó  entre selecciones nacionales sub-18 desde el 26 de junio hasta el 4 de julio de 2022.
En esta ocasión no hubo torneo femenino.

## Participantes
| Equipos participantes | Equipos participantes | Equipos participantes | Equipos participantes |
| --------------------- | --------------------- | --------------------- | --------------------- |
| Argelia sub-18        | Marruecos sub-18      | Turquía sub-18        | España sub-18         |
| Portugal sub-18       | Grecia sub-18         | Italia sub-18         | Francia sub-18        |

## Fase de grupos

### Grupo A

#### Clasificación
| Pos. | Equipo    | Pts. | PJ | G | E | P | GF | GC | Dif. | Clasificación 2021            |
| ---- | --------- | ---- | -- | - | - | - | -- | -- | ---- | ----------------------------- |
| 1    | Francia   | 7    | 3  | 2 | 1 | 0 | 5  | 3  | +2   | Clasificado a las semifinales |
| 2    | Marruecos | 4    | 3  | 1 | 1 | 1 | 3  | 2  | +1   | Clasificado a las semifinales |
| 3    | Argelia   | 3    | 3  | 1 | 0 | 2 | 3  | 5  | −2   |                               |
| 4    | España    | 2    | 3  | 0 | 2 | 1 | 2  | 3  | −1   |                               |

Actualizado a los partidos jugados el 28 de junio de 2022.
 Fuente: results.oran2022.dz

#### Fixture
| Fecha                      | Lugar             |           |                      | Resultado                                                                                             |                      |           |
| -------------------------- | ----------------- | --------- | -------------------- | --- | -------------------- | --------- |
| 26 de junio de 2022, 17:00 | Sig               | España    | Bandera de España    | 0:1                                                                                                   | Bandera de Argelia   | Argelia   |
| 26 de junio de 2022, 20:00 | Sig               | Francia   | Bandera de Francia   | 1:0 (enlace roto disponible en Internet Archive; véase el historial, la primera versión y la última). | Bandera de Marruecos | Marruecos |
| 28 de junio de 2022, 17:00 | Sig               | Argelia   | Bandera de Argelia   | 0:2                                                                                                   | Bandera de Marruecos | Marruecos |
| 28 de junio de 2022, 20:00 | Orán              | España    | Bandera de España    | 1:1                                                                                                   | Bandera de Francia   | Francia   |
| 30 de junio de 2022, 20:00 | Marsat El Hadjadj | Marruecos | Bandera de Marruecos | 1:1 (enlace roto disponible en Internet Archive; véase el historial, la primera versión y la última). | Bandera de España    | España    |
| 30 de junio de 2022, 20:00 | Orán              | Argelia   | Bandera de Argelia   | 2:3                                                                                                   | Bandera de Francia   | Francia   |

### Grupo B

#### Clasificación
| Pos. | Equipo   | Pts. | PJ | G | E | P | GF | GC | Dif. | Clasificación 2021            |
| ---- | -------- | ---- | -- | - | - | - | -- | -- | ---- | ----------------------------- |
| 1    | Italia   | 7    | 3  | 2 | 1 | 0 | 5  | 0  | +5   | Clasificado a las semifinales |
| 2    | Turquía  | 4    | 3  | 1 | 1 | 1 | 2  | 3  | −1   | Clasificado a las semifinales |
| 3    | Portugal | 3    | 3  | 1 | 0 | 2 | 2  | 3  | −1   |                               |
| 4    | Grecia   | 3    | 3  | 1 | 0 | 2 | 3  | 6  | −3   |                               |

Actualizado a los partidos jugados el 30 de junio de 2022.
 Fuente: results.oran2022.dz

#### Fixture
| Fecha                      | Lugar             |          |                     | Resultado |                     |          |
| -------------------------- | ----------------- | -------- | ------------------- | --------- | ------------------- | -------- |
| 26 de junio de 2022, 17:00 | Marsat El Hadjadj | Grecia   | Bandera de Grecia   | 1:2       | Bandera de Turquía  | Turquía  |
| 26 de junio de 2022, 20:00 | Orán              | Italia   | Bandera de Italia   | 1:0       | Bandera de Portugal | Portugal |
| 28 de junio de 2022, 17:00 | Marsat El Hadjadj | Italia   | Bandera de Italia   | 4:0       | Bandera de Grecia   | Grecia   |
| 28 de junio de 2022, 20:00 | Sig               | Portugal | Bandera de Portugal | 2:0       | Bandera de Turquía  | Turquía  |
| 30 de junio de 2022, 17:00 | Sig               | Portugal | Bandera de Portugal | 0:2       | Bandera de Grecia   | Grecia   |
| 30 de junio de 2022, 17:00 | Marsat El Hadjadj | Turquía  | Bandera de Turquía  | 0:0       | Bandera de Italia   | Italia   |

## Fase final

### Semifinales
| Fecha                     | Lugar |         |                    | Resultado |                      |           |
| ------------------------- | ----- | ------- | ------------------ | --------- | -------------------- | --------- |
| 2 de julio de 2022, 17:00 | Sig   | Francia | Bandera de Francia | 2:0       | Bandera de Turquía   | Turquía   |
| 2 de julio de 2022, 20:00 | Sig   | Italia  | Bandera de Italia  | 2:1       | Bandera de Marruecos | Marruecos |

### Tercer lugar
| Fecha                     | Lugar       |         |                    | Resultado |                      |           |
| ------------------------- | ----------- | ------- | ------------------ | --------- | -------------------- | --------- |
| 4 de julio de 2022, 17:00 | Bir El Djir | Turquía | Bandera de Turquía | 2:4       | Bandera de Marruecos | Marruecos |

### Final
| Fecha                     | Lugar       |         |                    | Resultado |                   |        |
| ------------------------- | ----------- | ------- | ------------------ | --------- | ----------------- | ------ |
| 4 de julio de 2022, 20:45 | Bir El Djir | Francia | Bandera de Francia | 1:0       | Bandera de Italia | Italia |

## Goleadores
| Jugador           | Selección | Goles |
| ----------------- | --------- | ----- |
| Antonio Raimondo  | Italia    | 6     |
| Amine Messoussa   | Francia   | 4     |
| Habib Biçer       | Turquía   | 3     |
| Georgios Koutsias | Grecia    | 2     |
| Ikia Dimi         | Francia   | 2     |
| Yassine Khalifi   | Marruecos | 2     |
| Abdellah Raihani  | Marruecos | 2     |

## Clasificación final
| Equipo | Equipo    | Pts | PJ | PG | PE | PP | GF | GC | Dif |
| ------ | --------- | --- | -- | -- | -- | -- | -- | -- | --- |
| 1      | Francia   | 13  | 5  | 4  | 1  | 0  | 8  | 3  | +5  |
| 2      | Italia    | 10  | 5  | 3  | 1  | 1  | 7  | 2  | +5  |
| 3      | Marruecos | 7   | 5  | 2  | 1  | 2  | 8  | 6  | +2  |
| 4      | Turquía   | 4   | 5  | 1  | 1  | 3  | 4  | 9  | -5  |
| 5      | Portugal  | 3   | 3  | 1  | 0  | 2  | 2  | 3  | -1  |
| 6      | Argelia   | 3   | 3  | 1  | 0  | 2  | 3  | 5  | -2  |
| 7      | Grecia    | 3   | 3  | 1  | 0  | 2  | 3  | 6  | -3  |
| 8      | España    | 2   | 3  | 0  | 2  | 1  | 2  | 3  | -1  |